# یوگنی دمنتیف
یوگنی دمنتیف (روسی: Евге́ний Александрович Деме́нтьев؛ زادهٔ ۱۷ ژانویهٔ ۱۹۸۳) اسکی‌باز صحرانوردی اهل روسیه است.